# Xanthogaleruca
Xanthogaleruca es un género de escarabajo de la familia Chrysomelidae. Los adultos son amarillentos, verde oliva con una raya oscura al borde del élitro, también una marca con forma de reloj de arena en el pronoto.
Es un género paleártico. La especie Xanthogaleruca luteola  ha sido introducida accidentalmente en Norteamérica, donde causa graves daños a plantas ornamentales; está ampliamente distribuida.
Estos escarabajos de las hojas pueden defoliar plantas enteras.

## Especies
- Xanthogaleruca luteola (O.F. Müller, 1776)
- Xanthogaleruca subcoerulescens (Weise, 1884)

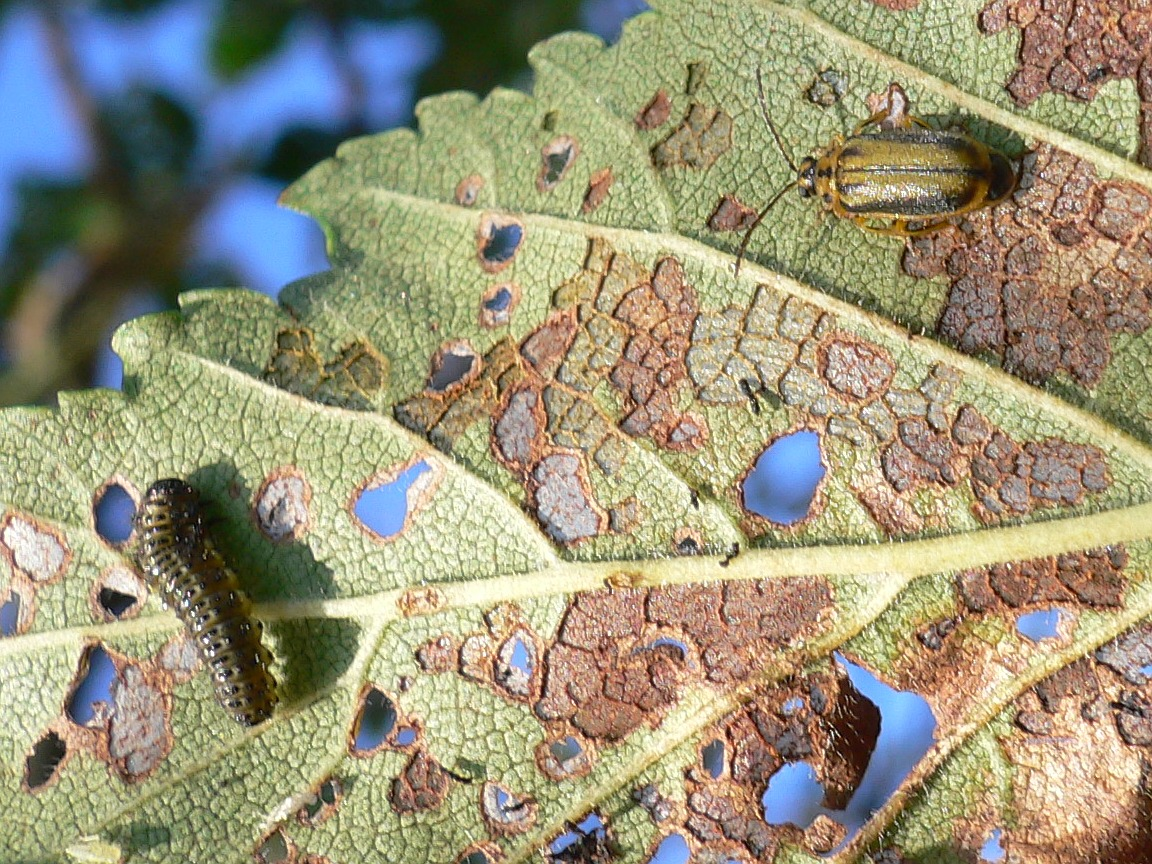
Xanthogaleruca luteola, larva y adulto